# المراجعة النقدية
المراجعة النقدية (بالإنجليزية: The Critical Review)‏؛ هي مطبوعة بريطانية كانت صوت حزب المحافظين، أسسها توبياس سموليت، وكانت تصدر في إدنبره، في الفترة ما بين من عام 1756 حتى العام 1817، قدمت مراجعات نقدية طويلة للكتب، وكانت وجهة نظر المحافظين والكنيسة ظاهرة بوضوح في نصوص المجلة.

## روابط خارجية
- المراجعة النقدية على موقع الموسوعة البريطانية (الإنجليزية)